# Тихомиров, Иван Николаевич
Иван Николаевич Тихомиров (2 августа 1920, Шалахино, Тверская губерния — 24 октября 1943, Запорожье) — командир роты 5-го отдельного штурмового стрелкового батальона, политрук. Герой Советского Союза.

## Биография
Родился 2 августа 1920 года в деревне Шалахино ныне Селижаровского района Тверской области. Образование среднее. Работал в редакции районной газеты и в райкоме партии. В 1938 году вступил в ВКП(б).
В 1939 году был призван в Красную Армию. Окончил военно-политическое училище, в 1941 году — 3-х месячные курсы при 2-м Киевском артиллерийском училище.
В начальный период Великой Отечественной войны сражался с оккупантами в партизанском отряде. В действующей армии с 1942 года. С лета 1943 года — в 5-м отдельном штурмовом стрелковом батальоне. Был командиром взвода, затем роты. Отличился в боях за освобождение Украины, при форсировании Днепра.
29 сентября 1943 года при прорыве немецкой обороны восточнее города Запорожье взвод Тихомирова первым ворвался в траншеи противника, в рукопашной схватке выбил фашистов, захватив при этом 20 пленных. Под селом Гроза взвод выдержал несколько контратак противника, из них две танковые.
10 октября бойцы Тихомирова, преследуя противников, взломали оборону противника в районе хутора Шевченково, уничтожили пулемётную точку и взяли в плен трёх немецких солдат, давших ценные показания. Во время этого ожесточённого боя командир роты вышел из строя, и командование принял Тихомиров. При отражении контратаки врага бойцами роты было уничтожено гранатами и бутылками с горючей смесью несколько танков и пулемётным огнём — до роты автоматчиков.
24 октября 1943 года в районе города Запорожье Тихомиров в числе первых с ротой форсировал Днепр и высадился на острове Хортица. Рота боем заняла неприятельские окопы на высоте 72,0 и отбивала атаки до подхода основных сил. Бойцы, пришедшие на подкрепление, обнаружили, что высоту удерживают всего двое оставшихся в строю,— стрелок и раненый политрук. Через несколько часов от полученных ран И. Н. Тихомиров скончался.
Указом Президиума Верховного Совета СССР от 1 ноября 1943 года за успешное форсирование реки Днепр, прочное закрепление плацдарма на западном берегу и проявленные при этом отвагу и геройство политруку Тихомирову Ивану Николаевичу присвоено звание Героя Советского Союза посмертно.
Награждён орденами Ленина, Красной Звезды. В посёлке городского типа Селижарово Тверской области установлен памятник.